# Asura: The City of Madness
Pour plus de détails, voir Fiche technique et Distribution.
Asura: The City of Madness (아수라, Asura) est un film sud-coréen réalisé par Kim Seong-su, sorti en 2016.

## Synopsis
Han est un inspecteur véreux et veut quitter la police pour devenir homme de main du maire.

## Fiche technique
- Titre : Asura: The City of Madness
- Titre original : 아수라 (Asura)
- Réalisation : Kim Seong-su
- Scénario : Kim Seong-su
- Musique : Lee Jae-jin
- Photographie : Lee Mo-gae
- Montage : Kim Jae-bum et Kim Sang-bum
- Production : Han Jae-duk, Kang Hyun et Kim Jeong-min
- Société de production : Frontier Works Comic, Sanai Pictures et Stone Comics Entertainment
- Pays :  Corée du Sud
- Genre : Action, policier, drame et thriller
- Durée : 136 minutes
- Dates de sortie : 
  -  Corée du Sud : 28 septembre 2016

## Distribution
- Jeong Woo-seong : Han Do-kyung
- Hwang Jeong-min : le maire Park Sung-bae
- Ju Ji-hoon : Moon Sun-mo
- Kwak Do-won : Kim Cha-in
- Jeong Man-sik : Do Chang-hak
- Yun Ji-hye : Cha Seung-min
- Kim Hae-gon : Tae Byung-jo
- Kim Won-hae : Akeo
- Oh Yeon-a : Jung Yoon-hee
- Yun Je-mun : Hwang In-ki

## Accueil
Le film a reçu un accueil favorable de la critique. Il obtient un score moyen de 64 % sur Metacritic.